# Знаменский район (Алтайский край)
Знаменский район — административно-территориальная единица в составе Омской губернии, Сибирского, Западно-Сибирского и Алтайского краёв, существовавшая в 1924—1932 и 1935—1963 годах. Центр — село Знаменка.
Знаменский район был образован 27 мая 1924 года в составе Славгородского уезда Омской губернии. Территория района была сформирована из бывших Знаменской, Орловской, Верх-Суетской, Нижне-Суетской волостей, частей Крестовской, Богословской, Ново-Романовской, Славгородской волостей, а также Добровольской волости Каменского уезда Новониколаевской губернии.
В декабре 1925 года Знаменский район был отнесён к Славгородскому округу Сибирского края. 6 апреля 1927 года часть Знаменского района была передана в Немецкий национальный район. В июле 1930 года район отошёл к Западно-Сибирскому краю.
10 декабря 1932 года Знаменский район был упразднён, а его территория разделена между Хабарским и Родинским районами.
Восстановлен Знаменский район был в составе Западно-Сибирского края 18 января 1935 года.
С 28 сентября 1937 года район входил в состав Алтайского края.
5 ноября 1938 года к Знаменскому району была присоединена часть территории упразднённого Немецкого района.
По данным переписи населения 1939 года: украинцы — 39 % или 13 094 чел., русские — 34,5 % или 11 588 чел., немцы — 23,5 % или 7884 чел.
По данным 1940 года Знаменский район делился на 19 сельсоветов: Александровский, Богословский, Верх-Суетский, Добровольский, Добровский, Даниловский, Дворовский, Знаменский, Краснодольский, Маленский, Мельниковский, Нижне-Суетский, Ново-Васильевский, Ново-Романовский, Орловский, Преображенский, Розовский, Тандыреевский, Угловский.
15 января 1944 года 8 сельсоветов Знаменского района были переданы в новый Суетский район.
1 февраля 1963 года Знаменский район был упразднён, а его территория передана в Хабарский район.